# Cuộc thi piano quốc tế Frédéric Chopin
Cuộc thi piano quốc tế Frédéric Chopin (tiếng Ba Lan: Międzynarodowy Konkurs Pianistyczny im. Fryderyka Chopina), gọi tắt là Cuộc thi Chopin, là một trong những cuộc thi dương cầm cổ điển lâu đời nhất và uy tín nhất trên thế giới. Do giáo sư Jerzy Żurawlew (1887–1980) sáng lập năm 1927, đây cũng là một trong số ít những cuộc thi chuyên về tác phẩm của một nhà soạn nhạc duy nhất. Cuộc thi Chopin được tổ chức 5 năm một lần tại Warszawa, Ba Lan, ngoại trừ thời kỳ gián đoạn 12 năm (1937‒1949) vì Chiến tranh thế giới thứ hai và khoảng cách 6 năm giữa lần thứ IV (1949) và lần thứ V (1955), giữa lần thứ XVII (2015) và lần thứ XVIII (2021). Từ năm 1957, cuộc thi piano quốc tế Chopin gia nhập và trực thuộc Liên đoàn thế giới các cuộc thi âm nhạc quốc tế. Đến năm 2021, cuộc thi Chopin đã được tổ chức 18 lần. Cuộc thi lần thứ 18, đáng lẽ được tổ chức năm 2020, bị hoãn lại đến năm 2021 vì đại dịch COVID-19.

## Điều lệ

### Lịch trình
Cuộc thi piano quốc tế Frédéric Chopin tại Warszawa là một cuộc thi dành cho những tay dương cầm trẻ có trình độ chuyên nghiệp. Giới hạn tuổi tác các thí sinh thay đổi theo kỳ thi, nhưng đại khái từ 16–18 tuổi đến 28–32 tuổi (năm 2015: từ 16 đến 30 tuổi; năm 2010: từ 17 đến 30 tuổi). Phần đông các thí sinh còn đang tu nghiệp tại các Học viện Âm nhạc hoặc vừa tốt nghiệp.
So với những cuộc thi âm nhạc cùng tầm vóc như Cuộc thi quốc tế Tchaikovsky tại Moskva, Cuộc thi âm nhạc Nữ hoàng Elisabeth tại Bruxelles, Cuộc thi piano quốc tế Arthur Rubinstein tại Tel Aviv, Cuộc thi piano quốc tế Van Cliburn tại Fort Worth, cuộc thi Chopin có hai đặc điểm:
1. Chỉ có nhạc phẩm của Chopin được trình diễn: âm nhạc Chopin được thể hiện theo nhiều phong cách, cá tính khác nhau. Sự phong phú này chính là điều mà ban tổ chức mong đợi. Đại đa số thành viên ban giám khảo cũng là chuyên gia hàng đầu về Chopin.
2. Khoảng cách giữa hai kỳ thi rất dài: 5 năm, thay vì 4 năm (Tchaikovsky, Van Cliburn) hoặc 3 năm (Elizabeth, Arthur Rubinstein). Thời hạn 5 năm có ngay từ đầu (1927) và được duy trì cho đến nay, ngoại trừ trong ba giai đoạn: giữa lần III (1937) và lần IV(1949); giữa lần IV (1949) và lần V (1955); giữa lần XVII (2015) và lần XVIII (2021).

Cuộc thi Chopin thu hút nhiều nghệ sĩ trẻ tìm cơ hội tiến thân. Vì số người đăng ký dự thi ngày càng tăng (năm 2015: 450; năm 2010: 353; so với năm 1927: 32), nên hiện nay các thí sinh phải vượt qua hai vòng sơ tuyển. Vòng sơ tuyển thứ nhất dựa trên đĩa thu hình, giữ lại khoảng 160 thí sinh. Vòng sơ tuyển thứ nhì, có từ năm 2005, diễn ra tại Warszawa vào tháng 4. Vòng này gồm 30 phút trình diễn trước một hội đồng giám khảo, giữ lại khoảng 80 thí sinh cho cuộc thi chính vào tháng 10. Một số thí sinh có thành tích vượt trội tại vài cuộc thi khác (có liệt kê trong điều lệ) được nhận thẳng vào cuộc thi chính, khỏi phải qua sơ tuyển.
Cuộc thi chính tháng 10 diễn ra tại Nhà hát Quốc gia Warszawa. Từ năm 1965, giai đoạn này gồm 4 vòng: 3 vòng loại và 1 vòng chung kết. Trong vòng loại, các thí sính phải trình bày trong khoảng 45 phút một số nhạc phẩm của Chopin được ấn định trong chương trình. Thông thường:
1. Vòng 1 gồm các khúc Nocturne, Étude, Scherzo.
2. Vòng 2 gồm các bản Ballade, Valse và Polonaise.
3. Vòng 3 gồm các bản Sonate và Mazurka.

Sau mỗi vòng loại, chỉ còn lại phân nửa thí sinh được tiếp tục. Trong vòng chung kết, các thí sinh phải chơi một trong hai bản Concerto với Dàn nhạc Giao hưởng Warszawa.

### Giám khảo
Hội đồng giám khảo gồm từ 12 đến 30 thành viên do giám đốc cuộc thi bổ nhiệm, đa số là các nghệ sĩ dương cầm và giáo sư lỗi lạc đến từ nhiều nơi trên thế giới. Cho đến năm 2005, số giám khảo thường hơn 20 (năm 2005: 21; năm 2000: 23), có khi gần 30 (năm 1960: 37; năm 1955: 29), trong đó giáo sư nhiều hơn nghệ sĩ và hơn nữa cũng có vài nhạc trưởng, nhà phê bình và nhà soạn nhạc được mời tham dự. Từ năm 2010, số giám khảo giảm xuống dưới 20 (năm 2015: 17; năm 2010: 12), trong đó tất cả đều là nghệ sĩ hòa nhạc và giáo sư, với nhiều nghệ sĩ hơn giáo sư. Chủ tịch hội đồng giám khảo luôn là một nhạc sĩ người Ba Lan, chuyên về Chopin.
Tại vòng loại, mỗi thí sinh được mỗi vị giám khảo đánh giá bằng hai cách: (1) yes/no cho biết thí sinh được tham gia vòng kế tiếp theo và (2) một điểm tuyệt đối (năm 2015: từ 1 đến 25). Điểm của mỗi thí sinh là trung bình cộng của các điểm thu được, sau khi áp dụng một thuật toán để hạn chế ảnh hưởng của các điểm quá xa trung bình. Tương tự như vậy, tại vòng chung kết, mỗi thí sinh được đánh giá bởi một số điểm (năm 2015: từ 1 đến 10). Danh sách các thí sinh đoạt giải được thiết lập dựa trên tổng các điểm trung bình thu được trong 4 vòng. Bắt đầu từ năm 2010, điểm thưởng của từng vị giám khảo cho từng thí sinh được công bố, sau khi công bố kết quả.
| Năm  | Lần thứ | Số thí sinh [quốc gia] dự thi/ sơ tuyển/ đăng ký | Giới hạn tuổi | Số giám khảo | Chủ tịch, phó chủ tịch hội đồng                                                                       | Thành viên giám khảo Ba Lan | Thành viên giám khảo nước ngoài |
| ---- | ------- | ------------------------------------------------ | ------------- | ------------ | --- | --- | --- |
| 1927 | I       | 26 [8] / 32                                      | ‒28           | 14           | Witold Maliszewski                                                                                    | Zygmunt Butkiewicz, Zbigniew Drzewiecki, Piotr Maszyński, Henryk Melcer-Szczawiński, Aleksander Michałowski, Stanisław Niewiadomski, Zofia Rabcewiczowa, Felicjan Szopski, Józef Śmidowicz, Józef Turczyński, Adam Wyleżyński, Jerzy Żurawlew | Alfred Hohn |
| 1932 | II      | 89 [18] / 200                                    | ‒28           | 21           | Adam Wieniawski                                                                                       | Franciszek Brzeziński, Marian Dąbrowski, Zbigniew Drzewiecki, Roman Jasiński, Juliusz Kaden-Bandrowski, Eugeniusz Morawski, Stanisław Niewiadomski, Zofia Rabcewiczowa, Karol Szymanowski, Józef Śmidowicz, Józef Turczyński, Jerzy Żurawlew  | Arthur de Greef, Alfred Hohn, Marguerite Long, Joseph Marx, Maurice Ravel, Richard Rossler, Carlo Zecchi |
| 1937 | III     | 79 [21] / 250                                    | 16‒28         | 30           | Adam Wieniawski Wilhelm Backhaus Isidor Philipp Emil von Sauer                                        | Zofia Buckiewiczowa, Marian Dąbrowski, Zbigniew Drzewiecki, Eugeniusz Morawski, Zofia Rabcewiczowa, Lucyna Robowska, Stefan Śledziński, Józef Śmidowicz, Józef Turczyński, Bolesław Woytowicz, Jerzy Żurawlew                                 | Guido Agosti, Attilo Brugnoli, Emil Frey, Alfred Hohn, Imre Keeri-Szano, Lazare Lévy, Loris Margaritis, Heinrich Neuhaus, Marie Panthes, Richard Rossler, Paul Schuberts, Imre Stefaniai, Andrei Stojanow, Magda Tagliaferro |
| 1949 | IV      | 54 [14]                                          | 16‒32         | 29           | Zbigniew Drzewiecki Arthur Hedley Lev Oborin Magda Tagliaferro                                        | Jan Ekier, Jan Hoffman, Marcelina Kimonti-Jacynowa, Roman Jasiński, Stanisław Szpinalski, Henryk Sztompka, Margerita Trombini-Kazuro, Jerzy Żurawlew                                                                                          | Godfrid Boon, Émile Bosquet, Lucette Descaves, Sem Dresden, Blas Galindo Dimas, Lelia Gousseau, Lajos Hernadi, Franz Josef Hirt, Lazare Lévy, Marguerite Long, Joseph Marx, Frantisek Maxian, Alfred Mendelssohn, Dimitar Nenov, Pavel Serebryakov, Carlo Zecchi |
| 1955 | V       | 77 [25]                                          | 16‒32         | 29           | Zbigniew Drzewiecki Harold Craxton Lev Oborin Magda Tagliaferro                                       | Jan Hoffman, Witold Małcużyński, Stanisław Szpinalski, Henryk Sztompka, Margerita Trombini-Kazuro, Jerzy Żurawlew | Guido Agosti, Stefan Askenase, Arturo Benedetti Michelangeli, Émile Bosquet, Jacques Février, Floria Guerra, Emil Hájek, Louis Kentner, Lazare Lévy, Joseph Marx, Franisek Maxian, Ludomir Pipkow, Bruno Seidlhofer, Hugo Seurer, Mã Tư Thông (Ma Sicong), Erik Then-Bergh, Imré Ungár, Yakov Zak, Carlo Zecchi |
| 1960 | VI      | 77 [30]                                          | 16‒30         | 37           | Zbigniew Drzewiecki Arthur Rubinstein Nadia Boulanger Arthur Hedley Dmitry Kabalevsky Henryk Sztompka | Halina Czerny-Stefańska, Jan Ekier, Jan Hoffman, Witold Małcużyński, Maria Wiłkomirska, Margerita Trombini-Kazuro, Bolesław Woytowicz, Jerzy Żurawlew                                                                                         | Guido Agosti, Stefan Askenase, Sven Brandel, Sequeira Costa, Harold Craxton, Đinh Thiện Đức (Ding Shande), Henri Gagnebin, Armand de Gontaut Biron, Emil Hájek, Lajos Hernandi, Mieczysław Horszowski, Timo Mikkila, Florica Musicescu, Heinrich Neuhaus, Francisek Rauch, Reimar Riefling, Heinz Schroeter, Bruno Seidlhofer, Pavel Serebryakov, Andrej Stojanow, Magda Tagliaferro, Amadeus Webersinke, Beveridge Webster, Yakov Zak |
| 1965 | VII     | 76 [30] / 109                                    | 17‒30         | 21           | Zbigniew Drzewiecki Yakov Flier Arthur Hedley                                                         | Jan Ekier, Jan Hoffman, Margerita Trombini-Kazuro, Maria Wiłkomirska, Bolesław Woytowicz, Jerzy Żurawlew | Pal Kadosa, Eugene List, Ivo Maček, Nikita Magaloff, Timo Mikkila, Vlado Perlemuter, Frantisek Rauch, Renzo Silvestri, Veselin Stoyanov, Magda Tagliaferro, Sigismund Toduta, Amadeus Webersinke |
| 1970 | VIII    | 80 [28] / 123                                    | 17‒30         | 19           | Kazimierz Sikorski Guido Agosti Tatiana Nikolayeva                                                    | Jan Ekier, Jan Hoffman, Witold Małcużyński, Regina Smendzianka, Zbigniew Szymonowicz, Zbigniew Śliwiński, Bolesław Woytowicz | Raif J. Abillama, István Antal, Monique Haas, Gheorghe Halmos, Susumu Nagai, Stepanka Pelischek, Eliane Richepin, Maria Teresa Rodriquez, Annerose Schmidt, Pavel Štěpán |
| 1975 | IX      | 84 [22] / 128                                    | 17‒30         | 23           | Kazimierz Sikorski Eugene List Yevgeny Malinin                                                        | Olga Dąbrowska, Jan Ekier, Andrzej Jasiński, Witold Małcużyński, Zbigniew Szymonowicz, Zbigniew Śliwiński, Tadeusz Żmudziński | István Antal, Anton Dikow, Orazio Frugoni, Gheorghe Halmos, Ludwig Hoffmann, Akiko Iguchi, Alexander Jenner, Louis Kentner, Andre-Francois Marescotti, Federico Mompou, Frantisek Rauch, Bernard Ringeissen, Amadeus Webersinke |
| 1980 | X       | 149 [37] / 212                                   | 17‒30         | 25           | Kazimierz Kord Nikita Magaloff Frantisek Rauch                                                        | Halina Czerny-Stefańska, Jan Ekier, Lidia Grychtołówna, Andrzej Jasiński, Regina Smendzianka, Zbigniew Śliwiński, Tadeusz Żmudziński | Martha Argerich, Paul Badura-Skoda, Rodolfo Caporali, Josep Colom, Sergei Dorensky, Liuba Enczewa, Rudolf Fischer, Iving Heller, Rex Hobcroft, Ludwig Hoffmann, Geneviève Joy, Louis Kentner, Eugene List, Peter Solymos, Kazuko Yasukawa |
| 1985 | XI      | 124 [32] / 194                                   | 17‒28         | 20           | Jan Ekier Eugene Traey Victor Merzhanov                                                               | Halina Czerny-Stefańska, Lidia Grychtołówna, Barbara Hesse-Bukowska, Andrzej Jasiński, Piotr Paleczny, Tadeusz Żmudziński | Edward Auer, Phó Thông (Fou Ts'ong), Konstantin Ganew, Valentin Gheorghiu, Karl-Heinz Kämmerling, Karl-Heinz Pick, Frantisek Rauch, Bernard Ringeissen, Takahiro Sonoda, Eugene Traey, Charles H. Webb, Lev Vlassenko |
| 1990 | XII     | 110 [28] / 220                                   | 17‒28         | 21           | Jan Ekier Eugene Traey Lev Vlasenko                                                                   | Ryszard Bakst, Halina Czerny-Stefańska, Lidia Grychtołówna, Barbara Hesse-Bukowska, Andrzej Jasiński, Piotr Paleczny, Tadeusz Żmudziński | Vladimir Ashkenazy, Anton Dikov, Sergei Dorensky, Leon Fleisher, Cyprien Katsaris, Ivan Klánský, Hiroko Nakamura, Gerhard Opptiz, Bernard Ringeissen, Maria Tipo, Kazuko Yasukawa |
| 1995 | XIII    | 130 [32] / 257                                   | 18‒30         | 23           | Jan Ekier Piotr Paleczny Paul Badura-Skoda                                                            | Halina Czerny-Stefańska, Adam Harasiewicz, Barbara Hesse-Bukowska, Andrzej Jasiński, Regina Smendzianka, Zbigniew Śliwiński | Bella Davidovich, Jean-Jacques Eigeldinger, Ivan Klánský, Hitoshi Kobayashi, Lee Kum-Sing, Dominique Merlet, Victor Merzhanov, Lý Danh Cường (Li Ming-Qiang), Hiroko Nakamura, Sergio Perticaroli, Edith Picht-Axenfeld, Bernard Ringeissen, Harold C. Schonberg, Arie Vardi |
| 2000 | XIV     | 94 [25] / 240                                    | 17‒28         | 23           | Andrzej Jasiński Piotr Paleczny Bernard Ringeissen                                                    | Halina Czerny-Stefańska, Kazimierz Gierzod, Lidia Grychtołówna, Adam Harasiewicz, Piotr Paleczny, Regina Smendzianka, Józef Stompel | Martha Argerich, Edward Auer, Paul Badura-Skoda, Arnaldo Cohen, Sequeira Costa, Ikuko Endo, Eugen Indjic, Ivan Klánský, Victor Merzhanov, Germaine Mounier, Hiroko Nakamura, Sergio Perticaroli, Arie Vardi |
| 2005 | XV      | 80 [18] / 257 [35] / 327                         | 17‒28         | 21           | Andrzej Jasiński Piotr Paleczny                                                                       | Lidia Grychtołówna, Adam Harasiewicz, Krzysztof Jabłoński, Janusz Olejniczak, Ewa Pobłocka, Regina Smendzianka, Józef Stompel | Vera Gornostayeva, Đặng Thái Sơn, Choong-Mo Kang (Khương Trung Mô), Vladimir Krainev, Hiroko Nakamura, John O'Conor, John Perry, Sergio Perticaroli, Bernard Ringeissen, Arie Vardi, Fanny Waterman, Chu Quảng Nhân (Zhou Guangren) |
| 2010 | XVI     | 78 [21] / 182 [34] / 353                         | 17‒30         | 12           | Andrzej Jasiński Piotr Paleczny                                                                       | Adam Harasiewicz, Katarzyna Popowa-Zydroń | Martha Argerich, Đặng Thái Sơn, Bella Davidovich, Phillipe Entremont, Phó Thông (Fou Ts'ong), Nelson Freire, Kevin Kenner, Michie Koyama |
| 2015 | XVII    | 78 [20] / 152 [28] / 450                         | 16‒30         | 17           | Katarzyna Popowa-Zydroń                                                                               | Adam Harasiewicz, Andrzej Jasiński, Janusz Olejniczak, Piotr Paleczny, Ewa Pobłocka, Wojciech Świtała | Dmitri Alexeev, Martha Argerich, Đặng Thái Sơn, Akiko Ebi, Phillipe Entremont, Nelson Goerner, Lý Vân Địch (Li Yundi), Garrick Ohlsson, John Rink, Dina Yoffe |
| 2021 | XVIII   | 87 [18] / 151 [29] / ~500                        | 16‒31         | 17           | Katarzyna Popowa-Zydroń                                                                               | Adam Harasiewicz, Krzysztof Jabłoński, Janusz Olejniczak, Piotr Paleczny, Ewa Pobłocka, Wojciech Świtała | Dmitri Alexeev, Trần Tát (Chen Sa), Đặng Thái Sơn, Akiko Ebi, Phillipe Giusano, Nelson Goerner, Kevin Kenner, Arthur Moreira Lima, John Rink, Dina Yoffe |

## Lịch sử